# Jens-Peter Koester

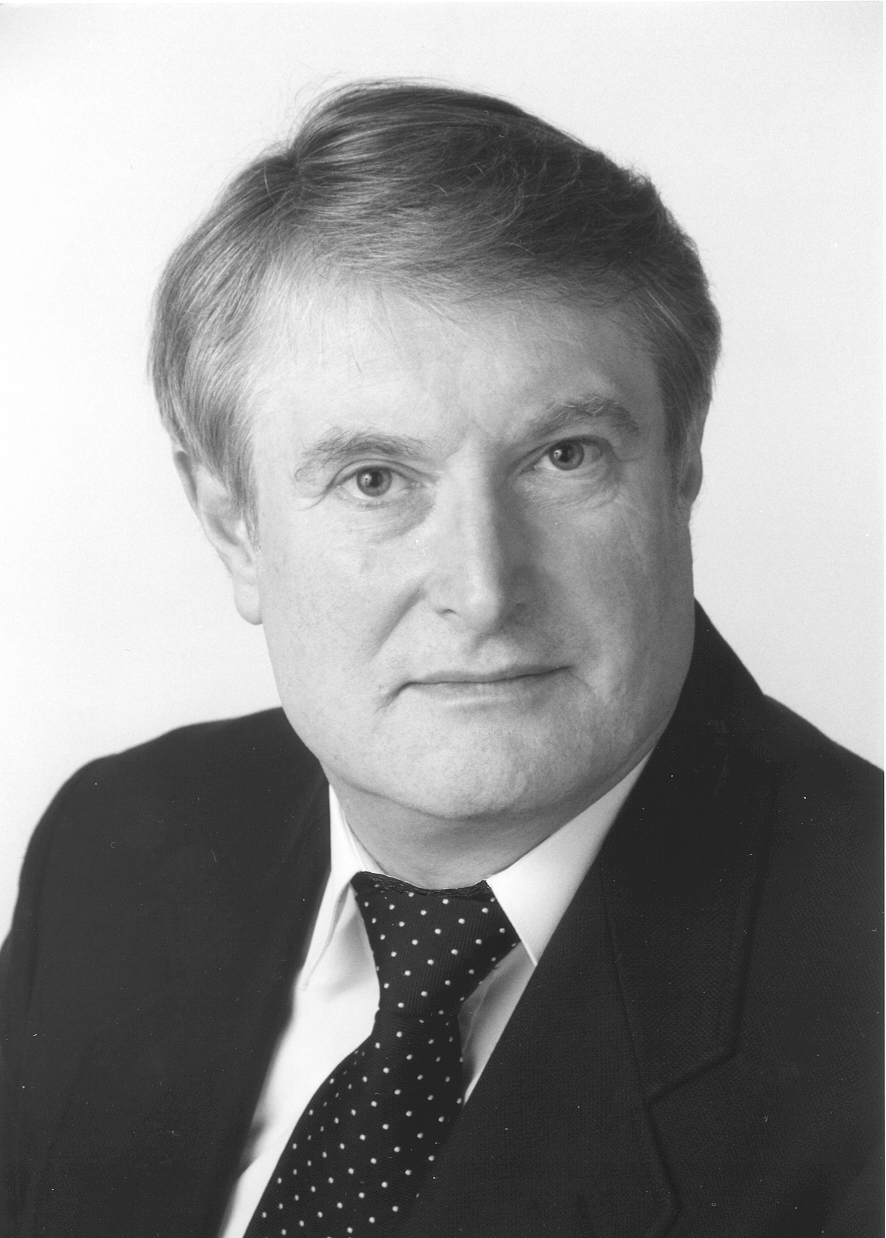
Jens-Peter Koester

Jens-Peter Koester (* 29. April 1942 in Magdeburg) ist ein deutscher Professor der Angewandten Sprachwissenschaft und der Phonetik im Ruhestand.

## Lebensweg
Jens-Peter Koester besuchte in der Altmark und nach der Übersiedlung der Familie in die Bundesrepublik in Westfalen und Niedersachsen die Schule. Nach dem Abitur begann er zum Sommersemester 1963 das Studium der Allgemeinen Sprachwissenschaft, Philosophie, Psychologie, Pädagogik, Anglistik und Romanistik an der Christian-Albrechts-Universität Kiel und wurde im gleichen Semester Mitglied des Weinheimer Corps Alemannia Kiel. Nach dem Grundstudium wechselte er 1965 an die Sorbonne in Paris, wo er zusätzlich noch Phonetik studierte und 1966 das Diplôme de Phonétique erwarb. Er kehrte nach Kiel zurück und schloss 1968 seine anderen Studiengänge mit dem Staatsexamen für das Lehramt und Magister Artium ab.
Es folgten Anstellungen als Wissenschaftlicher Mitarbeiter in Anglistik in Kiel und Stuttgart, als Lecturer in Germanistik in Reading in England und als Wissenschaftlicher Assistent in Phonetik in Hamburg. 1973 wurde er an der Universität Hamburg im Hauptfach Phonetik summa cum laude mit einem opus eximium zur Geschichte der Sprachsynthese zum Dr. phil. promoviert.
1974 folgt er einem Ruf auf eine Professur für Angewandte Sprachwissenschaft der Universität Trier, nachdem er Rufe auf Professuren für Angewandte Sprachwissenschaft der Universität Laval in Quebec und der Freien Universität Brüssel ausgeschlagen hatte. Einen weiteren Ruf auf eine Professur für Sprachkommunikation der Universität von Florida in den USA im Jahre 1990 lehnte er ebenfalls ab.
In Trier begründete Koester das eigenständige Fach Phonetik und wurde 1991 auf die hierfür neu geschaffene Professur berufen, die er bis zum Eintritt in den Ruhestand im Jahre 2007 innehatte. Als Phonetiker wurde er international bekannt und baute Trier zu einer wissenschaftlichen Hochburg der forensischen Phonetik aus. Durch Anwendung phonetischen Wissens konnte er wissenschaftliche Methoden entwickeln, die in stimmenvergleichenden Gerichtsgutachten zur Überführung von Straftätern genutzt werden.
Seine Forschungsschwerpunkte umfassten Allgemeine und Angewandte Phonetik, Forensische Kommunikation, Angewandte Linguistik, Stimm-, Sprech- und Sprachstörungen, Phonologie sowie Englische und Romanische Philologie.
Im Rahmen der akademischen Selbstverwaltung leitete Koester seit 1974 das Fach Phonetik der Universität Trier. Von 1991 bis 1995 war er Senator der Universität Trier, von 1991 bis 1993 Prodekan des Fachbereichs Sprach- & Literaturwissenschaften der Universität Trier, von 1993 bis 1995 dessen Dekan. Seit 1988 ist er Leiter der Transferstelle für Phonetik der Universität Trier.
Über nahezu vier Jahrzehnte engagierte er sich in internationalen wissenschaftlichen Vereinigungen. In der International Society of Phonetic Sciences (ISPhS) war er von 1971 bis 1987 Auditor, von 1987 bis 1995 Vizepräsident, von 1991 bis 1998 Generalsekretär, von 1995 bis 1998 Geschäftsführender Vizepräsident und von 1998 bis 2003 Präsident. Seit 2003 ist er Altpräsident der ISPhS.
Von 1996 bis 2002 war er Vorsitzender des Forschungskomitees der International Association for Forensic Phonetics and Acoustics (IAFPA), von 1997 bis 2004 Vorsitzender des Akkreditierungskomitees der IAFPA. Seit 2003 ist er Mitglied des Ständigen Rats für die Organisation Internationaler Kongresse für Phonetik (Permanent Council of the Organization of International Congresses of Phonetic Sciences), der für die wissenschaftliche Planung und inhaltliche Organisation des alle vier Jahre stattfindenden Kongresses für Phonetische Wissenschaften zuständig ist.
2005 wurde Jens-Peter Koester die Mitgliedschaft des Kösener Corps Marchia Brünn zu Trier verliehen.

## Ehrungen
Jens-Peter Koester wurde 1979 von der International Society of Phonetic Sciences (ISPhS) als „Fellow“ ausgezeichnet. 1985 verlieh ihm die ISPhS den „Kay Elemetrics Award“ und 1986 den „Svend Smith Memorial Award“.
Die American Academy of Forensic Sciences (AAFS) ehrte ihn 1995 als „Fellow“.
Die Acoustical Society of America (ASA) zeichnete Koester 1996 als „Fellow“ und 2002 mit dem „Silver Certificate“ aus.

## Veröffentlichungen

### Bücher
- Jens-Peter Köster: Historische Entwicklung von Syntheseapparaten zur Erzeugung statischer vokalartiger Signale nebst Untersuchungen zur Synthese deutscher Vokale. Hamburg 1973
- Jens-Peter Köster: Untersuchungen zur Phonetik und Linguistik, Miszellen I-X. Hamburg 1973–1985, 10 selbständige Bände
- Viktor A. Borowsky und Jens-Peter Köster: Neue Tendenzen in der Angewandten Phonetik I. Hamburg 1985
- Viktor A. Borowsky und Jens-Peter Köster: Neue Tendenzen in der Angewandten Phonetik II. Hamburg 1987
- Jens-Peter Köster: Neue Tendenzen in der Angewandten Phonetik III. Hamburg 1990
- Angelika Braun und Jens-Peter Köster: Studies in Forensic Phonetics. Trier 1995

### Aufsätze
(Auswahl aus 51 wissenschaftlichen Aufsätzen)
- Jens-Peter Köster und Svend Smith: Zur Interpretation elektrischer und photoelektrischer Glottogramme. Folia Phoniatrica 22, 1970, S. 92–99.
- Jens-Peter Köster: Rôle de l’intonation dans l'information émotionnelle de phrases allemandes synthétisées. In: A. Rigault and R. Charbonneau: Proceedings of the 7th International Congress of Phonetic Sciences, Montreal 1971. Den Haag 1972, S. 914–929.
- Jens-Peter Köster: Beurteilung synthetischer vokalartiger Signale durch Schüler unterschiedlicher Altersstufen und ihre Konsequenzen für den Sprachunterricht. Hamburger Phonetische Beiträge 9, 1973, S. 47–84.
- Jens-Peter Köster: Künstliche Intonationsmuster im Urteil deutscher und nicht-deutscher Hörer. Hamburger Phonetische Beiträge 13, 1974, S. 21–39.
- Jens-Peter Köster et Jean A. Dreyfus-Graf: Optimisation de phonocodes par tests d'intelligibilité avec des sujets allemands, Textes des Exposés Présentés aux 6èmes Journées d’Etude sur la Parole (Groupement des Acousticiens de Langue Française), Toulouse 1975. Toulouse 1975, vol. I, S. 405–410, vol. II, S. 158–159.
- Jens-Peter Köster: Abriß historischer Ansätze der Sprachsynthese. Speech Analysis and Synthesis IV, 1975, S. 41–104.
- Jens-Peter Köster und Jean A. Dreyfus-Graf: Phonokodes und die Perzeption konstruierter Sprachen. Hamburger Phonetische Beiträge 7, 1976, S. 35–82.
- Jens-Peter Köster: Giulio Panconcelli-Calzias Beitrag zur Geschichte der Phonetik. In: H. Hollien and P. Hollien: Current Issues in the Phonetic Sciences. Amsterdam 1979, S. 37–47.
- Jens-Peter Köster: Künstliche Sprache und Ausspracheschulung. Hamburger Phonetische Beiträge 40, 1982, S. 25–40.
- Jens-Peter Köster und M.K. Ashoff: Zum Verhältnis Leistung/Kode bei der Erkennung kodierter Sprache. Fortschritte der Akustik. Göttingen 1982, S. 899–902.
- Jens-Peter Köster: Automatische Lügendetektion aus der Stimme? in: W. Kühlwein: Neue Entwicklungen der Angewandten Linguistik. Tübingen 1986, S. 118–119.
- Jens-Peter Köster: Auditive Sprechererkennung bei Experten und Naiven. In: Rudolf Weiss: Festschrift für Hans-Heinrich Wängler anlässlich seines 60. Geburtstags, Hamburg 1987, S. 171–180.
- Jens-Peter Köster und Herbert R. Masthoff: Ein ökonomisches Verfahren zur automatischen Erkennung verbaler Steuerbefehle. In: Viktor Borowsky und Jens-Peter Köster: Neue Tendenzen in der Angewandten Phonetik II. Hamburg 1987, S. 117–128.
- Herbert R. Masthoff und Jens-Peter Köster: Ein akustisches Verfahren zur Raum- und Systemüberwachung. Fortschritte der Akustik. Oldenburg 1986, S. 705–708.
- Jens-Peter Köster: Ein neues rechnerunterstütztes audiometrisches Verfahren auf der Grundlage von Merkmalskontrast. In: W. Kühlwein und B. Spillner: Sprache und Individuum. Tübingen 1988, S. 134–137.
- Jens-Peter Köster: An automatic word recognition procedure and its application to phonetic training. Festschrift für Gerhard Nickel, Heidelberg, 1988, S. 418–427.
- Bernard Harmegnies et Jens-Peter Köster: Effet du type d'échelle fréquencielle sur la reconnaissance du locuteur par méthodes spectrales. In: J.-P. Köster: Neue Tendenzen in der Phonetik III. Hamburg. 1990, S. 59–69.
- Jens-Peter Köster und Gerhard Kordmann: Erkennung von Vokalen des Deutschen mit neuronalen Netzen. Fortschritte der Akustik, Bochum 1991, S. 1053–1056.
- Hermann J. Künzel and Jens-Peter Köster: Measuring Vocal Jitter in Forensic Speaker Recognition. In: Proceedings 44th Annual Meeting, American Academy of Forensic Sciences, New Orleans, February 17-22, 1992, p. 113-114
- Albert Landercy, Bernard Harmegnies, Jens-Peter Köster, E. Absil et Nicole Martin: Analyse de la variabilité du spectre à long terme: réflexions méthodologiques et études de cas. Actes des 19èmes Journées d’Etude sur la Parole, Bruxelles, 19-22 mai 1992, S. 561–566.
- Herbert Masthoff und Jens-Peter Köster: Automatische und halbautomatische Erkennung von Sprechern an Hand ihrer Stimme. In: Kurt Nixdorff: Anwendungen der Akustik in der Wehrtechnik. Meppen, 15.–17. September 1992, S. 135–146.
- Jens-Peter Köster und Herbert R. Masthoff: Automatische Sprecherverifizierung mit Voice Bolt. Fortschritte der Akustik, Frankfurt 1993, S. 1024–1027.
- Jens-Peter Köster: Profiles in Phonetics: Giulio Panconcelli-Calzia. The Phonetician CL-61, 1993, S. 3–10.
- Jens-Peter Köster und Herbert R. Masthoff: Ein Verfahren zur akustischen Gütekontrolle an Keramikprodukten. Fortschritte der Akustik, Dresden 1994, S. 749–752.
- Herbert R. Masthoff und Jens-Peter Köster: Auswertung des Mündungsknalls zur Identifikation von Faustfeuerwaffen. In: Kurt Nixdorff: Anwendungen der Akustik in der Wehrtechnik. Meppen, 13.–15. September 1994, S. 292–302.
- Herbert R. Masthoff und Jens-Peter Köster: Identifikation von Sprechern bei Flüsterstimme. In: Kurt Nixdorff: Anwendungen der Akustik in der Wehrtechnik. Meppen, 13.–15. September 1994, S. 270–277.
- H.J. Künzel, H.R. Masthoff and J.-P. Köster: The relation between speech tempo, loudness, and fundamental frequency: an important issue in forensic speaker recognition. Science & Justice 35/4, 1995, 291-295
- Jens-Peter Köster und Olaf Köster: Leistung neuer Verfahren zur Aufschönung vertäubter Sprachaufzeichnungen. In: Kurt Nixdorff: Anwendungen der Akustik in der Wehrtechnik. Meppen, 17.–19. September 1996, S. 48–58.
- Jens-Peter Köster: Giulio Panconcelli-Calzia: Un contributo italiano alla scienza della fonetica in Germania. In: Daniela Giovanardi e Harro Stammerjohann: I Lettori d’italiano in Germania. Tübingen, 1996, S. 59–68.
- Olaf Köster und Jens-Peter Köster: Acoustic excitation of the vocal tract: synchronization of digital high speed imaging, EGG, and the speech wave. In: Angelika Braun: Untersuchungen zur Stimme und Sprache. Stuttgart. 1996, S. 1–11.
- Victor Omozuwa and Jens-Peter Köster: Intrinsic F0 of Voiced Intervocalic Consonants and Tones: An Electroglottographic study. The Nigerian Journal of the Humanities 8, 1996, S. 92–106.
- Harry Hollien and Jens-Peter Köster: Speaker Identification by Aural-Perceptual Approaches. Beiträge zur Phonetik und Linguistik 46, 1996, S. 135–152.
- Jens-Peter Köster: Auswirkung physischer Anstrengung auf den Grundton der menschlichen Stimme. In: Bodo Nolte: Anwendungen der Akustik in der Wehrtechnik. Meppen, 26.–28. September 2000, S. 52–57.
- Jens-Peter Köster und Angelika Braun: Auditive Sprechererkennung durch geübte und ungeübte Hörer. In: Rüdiger Hoffmann: Phonetik – Sprachsignalverarbeitung – Rehabilitationstechnik. Professor Dieter Mehnert zum 65. Geburtstag, Dresden 2000, Studientexte zur Sprachkommunikation, Band 18, p. 41-52
- Jens-Peter Köster und Carsten Grasmück: Die Auswirkung von MP3- und ATRAC-Kompression auf sprechertypische Parameter des Sprachsignals. In: Bodo Nolte: Anwendungen der Akustik in der Wehrtechnik. Meppen, 14.–16. September 2004, S. 126–132.
- V. Olaf Köster and Jens-Peter Köster: The Auditory-perceptual Evaluation of Voice Quality in Forensic Speaker Recognition. The Phonetician 89, 2004, S. 9–37.
- A. Braun, J.-P. Köster, H. J. Künzel und H.-J. Odenthal: Speaker Recognition in Germany. In: Dietrich Wolf: Beiträge zur Geschichte und neueren Entwicklung der Sprachakustik und Informationsverarbeitung. Werner Endres zum 90. Geburtstag, Dresden 2005, S. 78–86, Reihe: Studientexte zur Sprachkommunikation, Band 35 (R. Hoffmann)